# Sweetness
Sweetness ist ein Filmdrama von Emma Higgins. Der Thriller, in dem ein von Kate Hallett gespielter Teenager seinen von Herman Tømmeraas gespielten Lieblingsmusiker an ihr Bett fesselt, um ihm zu helfen, von seiner Drogensucht loszukommen, feierte im März 2025 beim South by Southwest Film Festival seine Premiere.

## Handlung
Das Zimmer der 16-jährigen Rylee Hill ist mit zahlreichen Postern des Musikers Payton Eagle geschmückt, der Mitglied der Pop-Alternative-Band Floorplan ist. Ihre Mutter ist vor einigen Jahren verstorben, ihr Vater Ron ist Polizist und arbeitet zu viel. Die wenige Zeit, in der er zu Hause ist, bemüht er sich um eine autoritäre Erziehung seiner Tochter, was zu einer distanzierten Beziehung geführt hat und keinem von beiden gut tut. Die neue Frau, mit der ihr Vater zusammen ist, mag Rylee nicht.
Nach dem Besuch eines Floorplan-Konzerts gemeinsam mit ihrer besten Freundin Sidney fährt kein Geringerer als ihr Schwarm sie an. Payton hält an, um nach ihr zu sehen und fährt Rylee als Entschuldigung nach Hause, wo er seinen Rausch ausschlafen kann. Auf der Fahrt hat Rylee bemerkt, dass er high ist. Sie nimmt sich vor, Payton dabei zu helfen, clean zu werden, und fesselt ihn gegen seinen Willen an ihr Bett. Als Sidney mitbekommt, was ihre Freundin dort treibt, will sie eigentlich nicht mitmachen, doch sie steckt schon viel zu tief in der Sache drin.

## Produktion

### Filmstab, Besetzung und Dreharbeiten

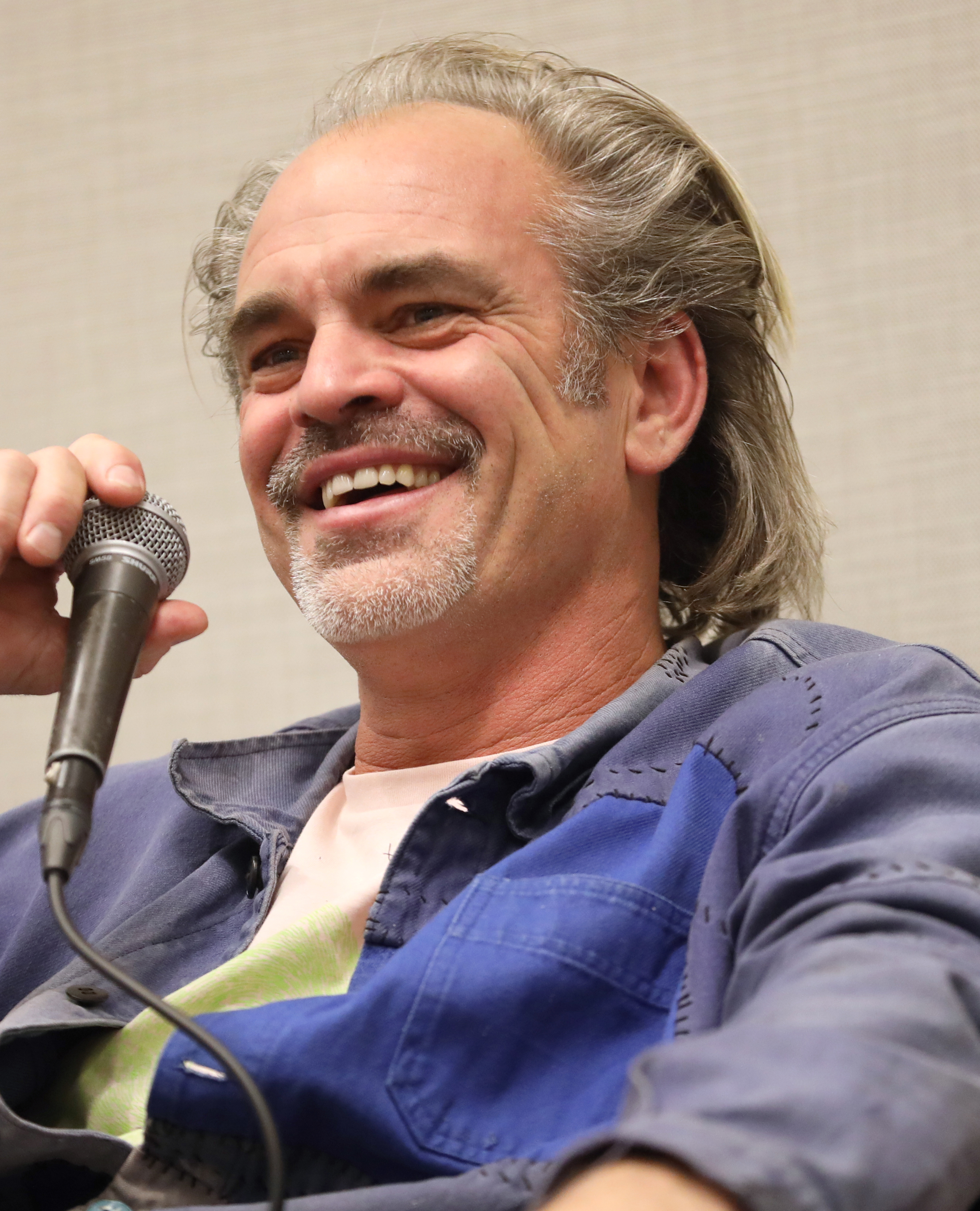
Steven Ogg spielt Paytons Leibwächter und Betreuer John

Regie führte Emma Higgins, die auch das Drehbuch schrieb. Es handelt sich bei Sweetness um ihren zweiten Spielfilm nach dem Thriller The Northwoods aus dem Jahr 2021. Überwiegend war Higgins in der Vergangenheit als Regisseurin von Musikvideos tätig.
Kate Hallett spielt die 16-jährige Rylee Hill und der Norweger Herman Tømmeraas den Rockstar Payton, für den sie schwärmt. Hallett ist bekannt für eine größere Rolle in dem Filmdrama Die Aussprache von Sarah Polley, Tømmeraas für die Synchronisation der animierten Titelfigur im Film Ninjababy von Yngvild Sve Flikke. Aya Furukawa spielt Rylees beste Freundin Sidney und Justin Chatwin ihren Vater Ron. Steven Ogg spielt Paytons Leibwächter und Betreuer John. In weiteren Rollen sind Amanda Brugel und Erika Swayze zu sehen.
Die Dreharbeiten fanden im April und Mai 2024 im kanadischen North Bay statt. Kameramann Mat Barkley war zuletzt für Filme wie Kids vs. Aliens von Jason Eisener tätig. Er drehte Sweetness mit einer Alexa 35.

### Filmmusik und Veröffentlichung
Die Filmmusik komponierten Blitz//Berlin. Das kanadische Filmkomponistentrio bestehend aus Martin Macphail, Tristan Tarr und Dean Rode war in der Vergangenheit für Kurzfilme wie 2036: Nexus Dawn und Spielfilme wie Psycho Goreman und Brooklyn 45 tätig. Tømmeraas arbeitete mit ihnen auch für die Songs zusammen, die er in der Rolle von Payton im Film singt.
Die Weltpremiere des Films fand am 7. März 2025 beim South by Southwest Film Festival statt. Ab Mitte Juli 2025 wurde er beim Fantasia International Film Festival gezeigt. Im September 2025 wird Sweetness beim Fantasy Filmfest vorgestellt.

## Rezeption

### Kritiken
Von den bei Rotten Tomatoes aufgeführten Kritiken sind 92 Prozent positiv.
Abe Friedtanzer beschreibt Sweetness in seiner Kritik als eine Mischung von Eighth Grade und Misery, ein Genre-Hybrid, von dem das Publikum wahrscheinlich nicht wusste, dass es ihn braucht, der aber eigentlich ganz gut funktioniert, vor allem wegen Kate Halletts engagierter und konzentrierter Darstellung. Das Publikum könne miterleben, dass Rylee, die überzeugt ist, die einzige zu sein, die Payton helfen kann, mit dieser Aufgabe völlig überfordert ist.
Mary Beth McAndrews schreibt in ihrer Kritik für dreadcentral.com, Kate Halletts Darstellung sei perfekt tragisch und erfülle die neue Horror-Ikone Rylee mit Empathie, selbst angesichts ihrer zunehmend irrationalen Entscheidungen. Man jubele ihr bei jedem noch so schrecklichen Fehler zu und wünsche sich nur, dass sie als Siegerin hervorgeht. Leider lerne sie der Zuschauer nicht wirklich kennen, über weite Strecken des Films wisse man nur, dass sie um ihre Mutter trauert und eine Außenseiterin ist. Man wolle aber vielleicht mehr darüber erfahren, was im Kopf des Teenagers vorgeht.

### Auszeichnungen
South by Southwest Film Festival 2025
- Nominierung für den Publikumspreis in der Sektion Narrative Spotlight[10]